# Scheefgroei
Scheefgroei is een Nederlandse televisiereeks van praatprogramma's, vanaf 2021 uitgezonden door BNNVARA. Het wordt gepresenteerd door Jeroen Pauw, met bijdragen van onderzoeksjournalist Sander Heijne. De serie behandelt de economische ongelijkheid tussen groepen burgers in Nederland.
Seizoen 1 werd onder de titel Scheefgroei in de polder uitgezonden in april 2021 en bestond uit twee afleveringen. In de eerste aflevering werden onbekende werkende Nederlanders die te maken hebben gekregen met scheefgroei geïnterviewd. In de tweede aflevering kwamen vooral prominenten uit het maatschappelijk veld aan het woord, zoals Kim Putters, Laura van Geest, Mariëtte Hamer, Tuur Elzinga, Rahma el Mouden en Ron Meyer. Aan de beide uitzendingen werd meegewerkt door Jeroen Smit. Als onderwerpen werden inkomens, woningmarkt, arbeidscontracten en uitbesteding van werk behandeld.
In het tweede seizoen, uitgezonden vanaf 21 december 2021, werd de titel ingekort tot Scheefgroei. In vijf thema-uitzendingen werd steeds één onderwerp behandeld. Achtereenvolgens kwamen onderwijs, arbeidsmarkt, woningmarkt, gezondheid en pensioen aan de orde. In de zesde en laatste aflevering wordt gefilosofeerd over het leven in het jaar 2070.